# Bleach (película de 2020)
Bleach es una película estadounidense de suspenso y terror de 2020, dirigida por Michael Edmonds, que a su vez la escribió junto a Lenka Fucikova, musicalizada por Ricardo Gerhard, en la fotografía estuvieron Rick Shipley, Jim Stone y Michael Su. Los protagonistas son Tara Reid, Eric Roberts y Lorenzo Lamas, entre otros. El filme fue realizado por Cat Eat Bird Productions y se estrenó el 31 de diciembre de 2020.

## Sinopsis
Un individuo mató a unas chicas en un largometraje snuff, y ahora los espíritus de las chicas lo persiguen. Entonces, adopta medidas severas para impedirlo, ya que también están tras él las autoridades.